# Jan Stanisław Radecki
Jan Stanisław Radecki herbu Doliwa – chorąży bełski w latach 1712–1731.
Był posłem województwa bełskiego na sejm 1712/1713 roku, na sejm z limity 1719/1720 roku, sejm 1722 roku, sejm 1728 roku i  1729 roku.